# 老挝人民革命党中央书记处
老挝人民革命党中央书记处是老挝唯一执政党老挝人民革命党的党务日常执行机关，负责执行老挝人民革命党中央政治局的决策。中央书记处由中央委员会总书记领导，常务书记协助总书记主持书记处日常工作。目前书记处有9位成员，总书记是本扬·沃拉吉，常务书记是本通·吉玛尼。

## 第三届书记处书记
- 书记：凯山·丰威汉、诺哈·丰萨万、坎代·西潘敦、奔·西巴色、西宋喷·洛万塞、沙利·翁坎绍、西沙瓦·乔本潘、萨曼·维耶格、麦占丹·森玛尼

## 第十届书记处书记
1. 本扬·沃拉吉（总书记、国家主席、国防和治安委员会主席）
2. 本通·吉玛尼（副总理、中央纪委主任、政府监察总署总监察长）
3. 潘坎·维帕万（中央书记处常务书记、国家副主席）
4. 占西·普西坎（党中央组织部部长）
5. 坎潘·彭玛塔（党中央办公厅主任）
6. 森暖·赛雅拉（老挝国会副主席）
7. 吉乔·凯坎匹吞（党中央宣传部部长）
8. 宋乔·西拉冯（国家安全部部长）
9. 维莱·拉坎冯（老挝人民军总政治局主任）

## 第十一届书记处书记
1. 通伦·西苏里（中央总书记、国家主席）
2. 本通·吉玛尼（中央政治局委员、中央书记处常务书记、国家副主席、监察总局局长）
3. 坎潘·彭玛塔（中央政治局委员、中央纪委书记）
4. 西赛·乐迪门颂（中央政治局委员、国会副主席）
5. 坎潘·佩亚翁（乌多姆赛省委书记兼省长）
6. 阿努帕·杜纳隆（万象市委副书记、市人民议会主席）
7. 通沙立·芒诺梅（国家政治学院院长）
8. 顺通·赛雅佳（中联部部长）
9. 万通·西潘敦（审计署审计长）